# Барская Гора
Барская Гора — посёлок в Орехово-Зуевском муниципальном районе Московской области. Входит в состав сельского поселения Верейское. Население — 5 чел. (2010).

## География
Посёлок Барская Гора расположен в северной части Орехово-Зуевского района, примерно в 7 км к северо-востоку от города Орехово-Зуево. Рядом с посёлком протекает река Киржач. Высота над уровнем моря 119 м. Ближайший населённый пункт — посёлок Городищи Владимирской области.

## История
Образован как посёлок Городищенского лесничества. В 2002 году переименован в посёлок Барская Гора.
До муниципальной реформы 2006 года посёлок входил в состав Верейского сельского округа Орехово-Зуевского района.

## Население
По переписи 2002 года в посёлке проживало 7 человек (3 мужчины, 4 женщины).
| 2002 | 2006 | 2010 |
| ---- | ---- | ---- |
| 7    | ↗23  | ↘5   |